# Carcinomastax quadrispinosa
Carcinomastax quadrispinosa är en insektsart som beskrevs av Marius Descamps 1964. Carcinomastax quadrispinosa ingår i släktet Carcinomastax och familjen Euschmidtiidae. Inga underarter finns listade i Catalogue of Life.